# Скијашки скокови на Зимским олимпијским играма 2010.
Такмичење у скијашким скоковима на Зимским олимпијским играма 2010. у Ванкуверу одржано је у Олимпијском комплексу Вистлер Парк у долини Калаган. Такмичења је одржано између 12. и 22. фебруара 2010..
Скијашки скокови за мушкарце на малој скакаоници налазе се на програму од првих Зимских олимпијских игара 1924.одржаних у Шамонију у Француској. Велика скакаоница је ушла на програм Игара 1964. у Инзбруку. У скијашким скоковима учествује 69 скакача из 18 земаља и 11 репрезентација у екипном такмичењу.

## Земље учеснице
| Земља                     | Појединачно | Екипно |
| ------------------------- | ----------- | ------ |
| Аустрија                  | 5           | X      |
| Канада                    | 4           | X      |
| Чешка                     | 5           | X      |
| Финска                    | 5           | X      |
| Француска                 | 4           | X      |
| Немачка                   | 5           | X      |
| Италија                   | 3           |        |
| Јапан                     | 5           | X      |
| Казахстан                 | 2           |        |
| Јужна Кореја              | 3           |        |
| Норвешка                  | 5           | X      |
| Пољска                    | 5           | X      |
| Русија                    | 4           | X      |
| Словачка                  | 1           |        |
| Словенија                 | 5           | X      |
| Швајцарска                | 2           |        |
| Украјина                  | 3           |        |
| Сједињене Америчке Државе | 3           |        |
| Укупно (18)               | 69          | 11     |

У такмичење у скијашким скоковима се одвија само у мушкој конкуренцији и то у три дисциплине: појединачно такмичење на малој и појединачно и екпино на великој скакаоници.

### Систем такмичења
У појединачној конкурениције такмичење се одржава два дана. Првог дана се одржавају квалификације које се састоје од једног квалификационог скока. Десет набоље пласираних у Свестком купу у скијакшим скоковима не учествују у квалификацијама. Они су аутоматски квалификовани за финале. Од учесника квалификација 40 првопласираних квалификовало се за финале, а остали су завршили такмичење.
Финално такмичење се састији од две серије скокова. У првој серији учествује 50 скакача (40 квалификованих кроз квалификације првог дана и 10 аутоматски квалификованих) а само 30 најбољих из прве серије иде у другу. Скакачи у другој серији скачу од најслабијег ка најјачем (30 → 1).
Код екипног такмичења свака екипа има четири скакача. Такмичење се се састоји од два круга. У првом скаче по један скијаш из сваке екипе, затим други из сваке екипе, па трећи и четврти. Појединачни резултати скакача из исте екипе се сабирају да би се добио пласман екипе. У други круг иде само осам најбоље пласираних екипа у првом кругу. Такмичење у другом кругу, као и у појединачном такмичењу, почиње екипа која је била најслабије пласирана у првом кругу. Побеђује екипа са највише бодова из укупно осам скокова (4 из првог и 4 из другог круга).

## Календар
| Календар такмичења у скијашким скоковима | Календар такмичења у скијашким скоковима | Календар такмичења у скијашким скоковима | Календар такмичења у скијашким скоковима | Календар такмичења у скијашким скоковима | Календар такмичења у скијашким скоковима | Календар такмичења у скијашким скоковима | Календар такмичења у скијашким скоковима | Календар такмичења у скијашким скоковима | Календар такмичења у скијашким скоковима | Календар такмичења у скијашким скоковима | Календар такмичења у скијашким скоковима | Календар такмичења у скијашким скоковима | Календар такмичења у скијашким скоковима | Календар такмичења у скијашким скоковима | Календар такмичења у скијашким скоковима | Календар такмичења у скијашким скоковима | Календар такмичења у скијашким скоковима | Календар такмичења у скијашким скоковима |
| Фебруар 2010                             | Фебруар 2010                             | 12                                       | 13                                       | 14                                       | 15                                       | 16                                       | 17                                       | 18                                       | 19                                       | 20                                       | 21                                       | 22                                       | 23                                       | 24                                       | 25                                       | 26                                       | 27                                       | 28                                       |
| ---------------------------------------- | ---------------------------------------- | ---------------------------------------- | ---------------------------------------- | ---------------------------------------- | ---------------------------------------- | ---------------------------------------- | ---------------------------------------- | ---------------------------------------- | ---------------------------------------- | ---------------------------------------- | ---------------------------------------- | ---------------------------------------- | ---------------------------------------- | ---------------------------------------- | ---------------------------------------- | ---------------------------------------- | ---------------------------------------- | ---------------------------------------- |
| Мушкарци                                 | Мала скакаоница                          | КВ                                       | Ф                                        |                                          |                                          |                                          |                                          |                                          |                                          |                                          |                                          |                                          |                                          |                                          |                                          |                                          |                                          |                                          |
| Мушкарци                                 | Велика скакаоница                        |                                          |                                          |                                          |                                          |                                          |                                          |                                          | КВ                                       | Ф                                        |                                          |                                          |                                          |                                          |                                          |                                          |                                          |                                          |
| Мушкарци                                 | Екипно                                   |                                          |                                          |                                          |                                          |                                          |                                          |                                          |                                          |                                          |                                          | Ф                                        |                                          |                                          |                                          |                                          |                                          |                                          |

## Освајачи медаља
| Дисциплина                      |                                                                                     | Резултат |                                                                       | Резултат |                                                                              | Резултат |
| Мала скакаоница појед. детаљи   | Симон Аман · Швајцарска                                                             | 276,5    | Адам Малиш · Пољска                                                   | 269,5    | Грегор Шлиренцауер · Аустрија                                                | 268,0    |
| Велика скакаоница појед. детаљи | Симон Аман · Швајцарска                                                             | 283,6    | Адам Малиш · Пољска                                                   | 269,4    | Грегор Шлиренцауер · Аустрија                                                | 262,2    |
| Велика скакаоница екипно детаљи | Аустрија · Волфганг Лојцл · Андреас Кофлер · Томас Моргенштерн · Грегор Шлиренцауер | 1107,9   | Немачка · Михаел Нојмајер · Андреас Ванк · Мартин Шмит · Михаел Урман | 1035,8   | Норвешка · Андерс Бардал · Том Хилде · Јохан Ремер Евенсен · Андерс Јакобсен | 1030,3   |

## Биланс медаља
|   | Држава     |   |   |   |   |
| - | ---------- | - | - | - | - |
| 1 | Швајцарска | 2 |   |   | 2 |
| 2 | Аустрија   | 1 |   | 2 | 3 |
| 3 | Пољска     |   | 2 |   | 2 |
| 4 | Немачка    |   | 1 |   | 1 |
| 5 | Норвешка   |   |   | 1 | 1 |
|   | Укупно (5) | 3 | 3 | 3 | 9 |